# Relaciones Lesoto-México
Las naciones de Lesoto y México establecieron relaciones diplomáticas en 1975. Ambas naciones son miembros de las Naciones Unidas.

## Historia
Lesoto y México establecieron relaciones diplomáticas el 14 de noviembre de 1975. Los vínculos se han desarrollado principalmente en el marco de foros multilaterales. 
En noviembre de 2010, el gobierno de Lesoto envió una delegación de doce miembros para asistir a la Conferencia de las Naciones Unidas sobre el Cambio Climático de 2010 en Cancún, México.
En mayo de 2013, el presidente del Instituto Nacional del Emprendedor, Enrique Jacob Rocha, llevó a cabo una visita de trabajo a Lesoto, para promover la candidatura del Dr. Herminio Blanco a la Dirección General de la OMC, acompañado del Embajador de México en Sudáfrica, Héctor Valezzi. En esa ocasión, se reunieron con el ministro de Comercio e Industria de Lesoto, Temeki Tsolo, y con el ministro del Trabajo encargado de Asuntos Exteriores, Lebesa Maloi.

## Misiones Diplomáticas
- Lesoto está acreditado ante México a través de su embajada en Washington D. C., Estados Unidos.[4]
- México está acreditado ante Lesoto a través de su embajada en Pretoria, Sudáfrica.[5]